# دانشگاه ملی اوتونوما د هندوراس
دانشگاه ملی اوتونوما د هندوراس (به اسپانیایی: Universidad Nacional Autónoma de Honduras) یک دانشگاه و سازمان در هندوراس است که در تگوسیگالپا واقع شده‌است.